# ألكسندر بتروف (كاتب)
ألكسندر بتروف (بالإنجليزية: Aleksandr Petrov) (و. 1957  م) هو رسام رسوم متحركة، ومخرج أفلام، ورسام، وكاتب سيناريو من الاتحاد السوفيتي، وروسيا.

## التعليم
تعلم في مؤسسة أفضل الدورات لكتاب السيناريو ومخرجي الأفلام ‏ (1987–1988)، ومعهد غيراسيموف للسينما (حتى 1982)، وYaroslavl Art Institute ‏ (حتى 1976).

## جوائز وترشيحات
حصل على جوائز منها:
- جائزة الأوسكار لأفضل فيلم رسوم متحركة قصير، عن عمل: العجوز والبحر [الإنجليزية]‏[3]
- الرسام المكرم لروسيا الاتحادية  [لغات أخرى]‏.

ترشح لـ:
- جائزة الأوسكار لأفضل فيلم رسوم متحركة قصير، عن عمل: The Cow (1989 film) [الإنجليزية]‏[3]
- جائزة الأوسكار لأفضل فيلم رسوم متحركة قصير، عن عمل: العجوز والبحر [الإنجليزية]‏[3]
- جائزة الأوسكار لأفضل فيلم رسوم متحركة قصير، عن عمل: Rusalka (1996 film) [الإنجليزية]‏[3]
- جائزة الأوسكار لأفضل فيلم رسوم متحركة قصير، عن عمل: My Love (2006 film) [الإنجليزية]‏.

## وصلات خارجية
- ألكسندر بتروف على موقع IMDb (الإنجليزية)
- ألكسندر بتروف على موقع ألو سيني (الفرنسية)
- ألكسندر بتروف على موقع قاعدة بيانات الفيلم (الإنجليزية)
- ألكسندر بتروف على موقع كينوبويسك (الروسية)
- ألكسندر بتروف في قاعدة بيانات الأفلام على الإنترنت